# Ingemar Wennström
Albert Fredrik Ingemar Wennström, född 14 juni 1929 i Göteborg, död 29 april 1978 i Brunnby församling, Malmöhus län, var en svensk arkitekt.
Wennström, som var son till kamrer Ragnar Wennström och konsul Dagmar Johansson, avlade studentexamen 1948 och utexaminerades från Chalmers tekniska högskola 1956. Han var anställd på Johannes Olivegrens arkitektkontor i Göteborg 1954–1958, bedrev egen arkitektverksamhet i Mölndal 1958–1962, blev chefsarkitekt på Småhusbyrån AB i Malmö (knutet till Skånska Cementgjuteriet) 1961 och var verkställande direktör där från 1965. Han var stadsarkitekt i Landvetters landskommun 1958–1963 och Horreds landskommun från 1960. Han ritade kontorshus och villor i Göteborg, gruppbyggda villor i Karlstad, Mölndal och Lidingö samt villaområde med 700 villor för 5 000 personer i Rydebäck.
Han har även ritat ett område med radhus och friliggande villor i Tumba, Botkyrka kommun, tillsammans med SCG (nuvarande Skanska). Han utgav Arkitekturguide över Göteborg (1960).